# 约翰·布劳顿

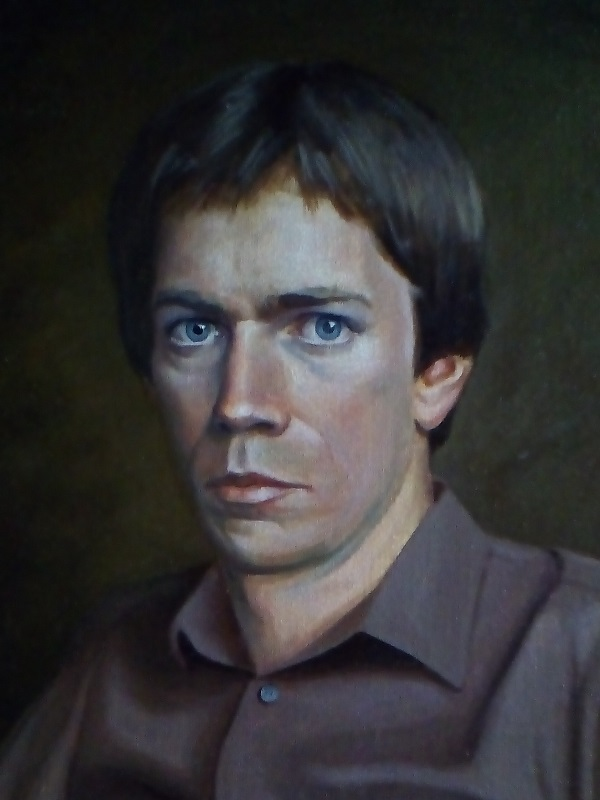
1983年創作的布劳顿肖像画

约翰·布劳顿（英語：John Broughton，1952年—）是澳大利亚业余天文学家和艺术家。 他是發現小行星數量最多的探測者之一，小行星中心認定他在1997年至2008年间发现了1000多个小行星。他的观测工作是在澳大利亚昆士兰州蘆葦溪天文台完成的。
2002年，布劳顿被行星学会授予“Gene Shoemaker NEO Grant”，以支持他在小行星探測上的工作。这笔獎勵使他得以购买感光耦合元件用于他设计和制造的10英寸施密特-卡塞格林望遠鏡。
2005年，小行星24105以他的名字命名，后来布劳顿又获得了澳大利亚国家級獎項–the 2008 Page Medal。

## 发现与研究
他是四个近地天体的发现者，其中两个是潛在威脅天體（PHA）。其中阿波羅型小行星(186844) 2004 GA1是布劳顿在2004年4月11日夜晚使用20英寸望远镜发现的，(186844) 2004 GA1是已知的157个千米直徑大小的潛在威脅天體之一，也是非专业天文学家的最大发现。   

## 另見
- 小行星15092